# Bóng đá tại Đại hội Thể thao Đông Nam Á 2007
Môn bóng đá tại Đại hội Thể thao Đông Nam Á 2007 bao gồm bóng đá nam và bóng đá nữ. Nội dung bóng đá nam diễn ra từ ngày 1 tháng 12 đến ngày 14 tháng 12 năm 2007 và nội dung bóng đá nữ diễn ra từ ngày 2 tháng 12 đến ngày 13 tháng 12 năm 2007. Các trận đấu đều được tổ chức tại tỉnh Nakhon Ratchasima của Thái Lan. Độ tuổi tham dự giải đấu là U-23 đối với nam, và không giới hạn độ tuổi đối với nữ.

## Lịch thi đấu
Dưới đây là lịch thi đấu cho môn bóng đá.
| G | Vòng bảng | ½ | Bán kết | B | Tranh huy chương đồng | F | Chung kết |

| Nội dung | T7 1 | CN 2 | T2 3 | T3 4 | T4 5 | T5 6 | T6 7 | T7 8 | CN 9 | T2 10 | T3 11 | T4 12 | T5 13 | T5 13 | T6 14 | T6 14 |
| -------- | ---- | ---- | ---- | ---- | ---- | ---- | ---- | ---- | ---- | ----- | ----- | ----- | ----- | ----- | ----- | ----- |
| Nam      | G    | G    | G    | G    |      |      | G    | G    |      |       | ½     |       |       |       | B     | F     |
| Nữ       |      | G    | G    | G    | G    |      | G    | G    |      | ½     |       |       | B     | F     |       |       |

## Địa điểm
Tổng cộng bốn địa điểm đã được sử dụng cho giải đấu. Sân vận động sinh nhật lần thứ 80, sân vận động Thành phố Nakhon Ratchasima và sân vận động Surapala Keetha Sathan là các địa điểm diễn ra các trận đấu của giải nam, trong khi các trận đấu của giải nữ được tổ chức tại sân vận động Thành phố Tumbon Mueangpug và sân vận động Thành phố Nakhon Ratchasima.
| Nakhon Ratchasima                   | Nakhon Ratchasima                                                        | Nakhon Ratchasima                        |
| ----------------------------------- | ------------------------------------------------------------------------ | ---------------------------------------- |
| Sân vận động sinh nhật lần thứ 80   | Nakhon RatchasimaBóng đá tại Đại hội Thể thao Đông Nam Á 2007 (Thái Lan) | Sân vận động Thành phố Nakhon Ratchasima |
| Sức chứa: 20.000                    | Nakhon RatchasimaBóng đá tại Đại hội Thể thao Đông Nam Á 2007 (Thái Lan) | Sức chứa: 4.000                          |
|                                     | Nakhon RatchasimaBóng đá tại Đại hội Thể thao Đông Nam Á 2007 (Thái Lan) |                                          |
| Sân vận động Surapala Keetha Sathan | Nakhon RatchasimaBóng đá tại Đại hội Thể thao Đông Nam Á 2007 (Thái Lan) | Sân vận động Thành phố Tumbon Mueangpug  |
| Sức chứa: 4.000                     | Nakhon RatchasimaBóng đá tại Đại hội Thể thao Đông Nam Á 2007 (Thái Lan) | Sức chứa: 2.000                          |
|                                     | Nakhon RatchasimaBóng đá tại Đại hội Thể thao Đông Nam Á 2007 (Thái Lan) |                                          |

## Các quốc gia tham dự
| Quốc gia               | Nam | Nữ  |
| ---------------------- | --- | --- |
| Brunei                 | No  | No  |
| Campuchia              | Yes | No  |
| Indonesia              | Yes | No  |
| Lào                    | Yes | Yes |
| Malaysia               | Yes | Yes |
| Myanmar                | Yes | Yes |
| Philippines            | No  | Yes |
| Singapore              | Yes | No  |
| Thái Lan               | Yes | Yes |
| Đông Timor             | No  | No  |
| Việt Nam               | Yes | Yes |
| Tổng cộng: 11 quốc gia | 8   | 6   |

## Giải đấu nam

### Vòng bảng
Tám đội tuyển được chia thành hai bảng bốn đội thi đấu vòng tròn một lượt. Mỗi bảng chọn hai đội đứng đầu vào bán kết.

#### Bảng A
| VT | Đội          | ST | T | H | B | BT | BB | HS  | Đ | Giành quyền tham dự     |
| -- | ------------ | -- | - | - | - | -- | -- | --- | - | ----------------------- |
| 1  | Thái Lan (H) | 3  | 3 | 0 | 0 | 13 | 3  | +10 | 9 | Vòng đấu loại trực tiếp |
| 2  | Myanmar      | 3  | 1 | 1 | 1 | 8  | 5  | +3  | 4 | Vòng đấu loại trực tiếp |
| 3  | Indonesia    | 3  | 1 | 1 | 1 | 4  | 3  | +1  | 4 |                         |
| 4  | Campuchia    | 3  | 0 | 0 | 3 | 3  | 17 | −14 | 0 |                         |

#### Bảng B
| VT | Đội       | ST | T | H | B | BT | BB | HS | Đ | Giành quyền tham dự     |
| -- | --------- | -- | - | - | - | -- | -- | -- | - | ----------------------- |
| 1  | Việt Nam  | 3  | 2 | 0 | 1 | 7  | 5  | +2 | 6 | Vòng đấu loại trực tiếp |
| 2  | Singapore | 3  | 1 | 2 | 0 | 5  | 4  | +1 | 5 | Vòng đấu loại trực tiếp |
| 3  | Malaysia  | 3  | 1 | 1 | 1 | 6  | 4  | +2 | 4 |                         |
| 4  | Lào       | 3  | 0 | 1 | 2 | 1  | 6  | −5 | 1 |                         |

### Vòng đấu loại trực tiếp
|  | Bán kết                         | Bán kết  |                                 |   | Trận tranh huy chương vàng | Trận tranh huy chương vàng |
|  |                                 |          |                                 |   |                            |                            |
|  | 11 tháng 12 – Nakhon Ratchasima |          |                                 |   |                            |                            |
|  |                                 |          |                                 |   |                            |                            |
|  | Việt Nam                        | 0 (1)    |                                 |   |                            |                            |
|  | Việt Nam                        | 0 (1)    | 14 tháng 12 – Nakhon Ratchasima |   |                            |                            |
|  | Myanmar (p)                     | 0 (3)    |                                 |   |                            |                            |
|  | Myanmar (p)                     | 0 (3)    | Myanmar                         | 0 |                            |                            |
|  | 11 tháng 12 – Nakhon Ratchasima |          | Myanmar                         | 0 |                            |                            |
|  |                                 | Thái Lan | 2                               |   |                            |                            |
|  | Thái Lan                        | Thái Lan | 2                               | 3 |                            |                            |
|  | Thái Lan                        |          |                                 | 3 |                            |                            |
|  | Singapore                       | 0        |                                 |   |                            |                            |
|  | Singapore                       | 0        | Trận tranh huy chương đồng      |   |                            |                            |
|  |                                 |          |                                 |   |                            |                            |
|  | 14 tháng 12 – Nakhon Ratchasima |          |                                 |   |                            |                            |
|  |                                 |          |                                 |   |                            |                            |
|  | Việt Nam                        | 0        |                                 |   |                            |                            |
|  | Việt Nam                        | 0        |                                 |   |                            |                            |
|  | Singapore                       | 5        |                                 |   |                            |                            |

### Huy chương vàng
| Bóng đá nam Đại hội Thể thao Đông Nam Á 2007 |
| -------------------------------------------- |
| · Thái Lan · Lần thứ 13                      |

## Giải đấu nữ

### Vòng bảng
Sáu đội tuyển được chia thành hai bảng ba đội thi đấu vòng tròn một lượt. Mỗi bảng chọn hai đội đứng đầu vào bán kết.

#### Bảng A
| VT | Đội         | ST | T | H | B | BT | BB | HS  | Đ | Giành quyền tham dự     |
| -- | ----------- | -- | - | - | - | -- | -- | --- | - | ----------------------- |
| 1  | Việt Nam    | 2  | 2 | 0 | 0 | 14 | 1  | +13 | 6 | Vòng đấu loại trực tiếp |
| 2  | Lào         | 2  | 0 | 1 | 1 | 3  | 6  | −3  | 1 | Vòng đấu loại trực tiếp |
| 3  | Philippines | 2  | 0 | 1 | 1 | 2  | 12 | −10 | 1 |                         |

#### Bảng B
| VT | Đội          | ST | T | H | B | BT | BB | HS  | Đ | Giành quyền tham dự     |
| -- | ------------ | -- | - | - | - | -- | -- | --- | - | ----------------------- |
| 1  | Thái Lan (H) | 2  | 1 | 1 | 0 | 8  | 2  | +6  | 4 | Vòng đấu loại trực tiếp |
| 2  | Myanmar      | 2  | 1 | 1 | 0 | 7  | 2  | +5  | 4 | Vòng đấu loại trực tiếp |
| 3  | Malaysia     | 2  | 0 | 0 | 2 | 0  | 11 | −11 | 0 |                         |

### Vòng đấu loại trực tiếp
|  | Bán kết                         | Bán kết  |                                 |   | Trận tranh huy chương vàng | Trận tranh huy chương vàng |
|  |                                 |          |                                 |   |                            |                            |
|  | 10 tháng 12 – Nakhon Ratchasima |          |                                 |   |                            |                            |
|  |                                 |          |                                 |   |                            |                            |
|  | Thái Lan                        | 8        |                                 |   |                            |                            |
|  | Thái Lan                        | 8        | 13 tháng 12 – Nakhon Ratchasima |   |                            |                            |
|  | Lào                             | 0        |                                 |   |                            |                            |
|  | Lào                             | 0        | Thái Lan                        | 2 |                            |                            |
|  | 10 tháng 12 – Nakhon Ratchasima |          | Thái Lan                        | 2 |                            |                            |
|  |                                 | Việt Nam | 0                               |   |                            |                            |
|  | Việt Nam (s.h.p.)               | Việt Nam | 0                               | 2 |                            |                            |
|  | Việt Nam (s.h.p.)               |          |                                 | 2 |                            |                            |
|  | Myanmar                         | 1        |                                 |   |                            |                            |
|  | Myanmar                         | 1        | Trận tranh huy chương đồng      |   |                            |                            |
|  |                                 |          |                                 |   |                            |                            |
|  | 13 tháng 12 – Nakhon Ratchasima |          |                                 |   |                            |                            |
|  |                                 |          |                                 |   |                            |                            |
|  | Myanmar                         | 5        |                                 |   |                            |                            |
|  | Myanmar                         | 5        |                                 |   |                            |                            |
|  | Lào                             | 0        |                                 |   |                            |                            |

### Huy chương vàng
| Bóng đá nữ Đại hội Thể thao Đông Nam Á 2007 |
| ------------------------------------------- |
| · Thái Lan · Lần thứ 4                      |

## Tóm tắt huy chương

### Bảng huy chương
| Hạng               | Đoàn               | Vàng | Bạc | Đồng | Tổng số |
| ------------------ | ------------------ | ---- | --- | ---- | ------- |
| 1                  | Thái Lan (THA)     | 2    | 0   | 0    | 2       |
| 2                  | Myanmar (MYA)      | 0    | 1   | 1    | 2       |
| 3                  | Việt Nam (VIE)     | 0    | 1   | 0    | 1       |
| 4                  | Singapore (SGP)    | 0    | 0   | 1    | 1       |
| Tổng số (4 đơn vị) | Tổng số (4 đơn vị) | 2    | 2   | 2    | 6       |

### Danh sách huy chương
| Nội dung | Vàng | Bạc | Đồng |
| -------- | --- | --- | --- |
| Nam      | Thái Lan (THA) · Adul Lahsoh · Anon Sangsanoi · Apipoo Suntornpanavech · Arthit Sunthornpit · Chonlatit Jantakam · Ittipol Poolsap · Jeera Jarernsuk · Kiatprawut Saiwaeo · Natthaphong Samana · Noppol Pitafai · Prat Samakrat · Siwarak Tedsungnoen · Sompong Soleb · Suttinan Phuk-hom · Tana Chanabut · Teerasil Dangda · Teeratep Winothai · Weera Koedpudsa · Weerayut Jitkuntod · Wuttichai Tathong                   | Myanmar (MYA) · Aung Myint Aye · Aung Myo Thant · Aye San · Hein Kyaw Thu · Khin Maung Lwin · Kyaw Htay Oo · Kyaw Thiha · Kyaw Zin Htet · Moe Win · Myo Min Tun · Nay Win · Pai Soe · Si Thu Win · Soe Lin Tun · Soe Thiha Aung · Than Si Thu · Tun Tun Win · Win Si Thu · Yazar Win Thein · Zaw Htet Aung | Singapore (SIN) · Agu Casmir · Baihakki Khaizan · Erwan Gunawan · Fazrul Nawaz · Hafiz Osman · Hariss Harun · Hassan Sunny · Isa Halim · Ismail Yunos · Jasper Chan · Juma'at Jantan · Khairul Amri · Ridhuan Muhammad · Sevki Sha’ban · Shahril Alias · Shaiful Esah · Shariff Abdul Samat · Sharil Ishak · Tengku Mushadad · Yasir Hanapi  |
| Nữ       | Thái Lan (THA) · Anootsara Maijarern · Benjawan Changauttha · Chidtawan Chawong · Darut Changplook · Duangnapa Sritala · Junpen Seesraum · Kitiya Thiangtham · Nisa Romyen · Panpradap Chinwong · Pikul Khueanpet · Pitsamai Sornsai · Siriporn Mungkhala · Sukunya Peangthem · Sunisa Srangthaisong · Supaporn Gaewbaen · Surachat Metta · Thidarat Wiwasukhu · Wajee Kertsombun · Waraporn Boonsing · Wilaiporn Boothduang | Việt Nam (VIE) · Bùi Thị Tuyết Mai · Đặng Thị Kiều Trinh · Đào Thị Miện · Đỗ Thị Hải Anh · Đỗ Thị Ngọc Châm · Đoàn Thị Kim Chi · Lê Thị Thương · Lê Thị Tuyết Mai · Nguyễn Thị Hương · Nguyễn Thị Kim Tiến · Nguyễn Thị Mai Lan · Nguyễn Thị Minh Nguyệt · Nguyễn Thị Nga · Nguyễn Thị Ngọc Anh · Nguyễn Thị Thanh Huyền · Nhiễu Thùy Linh · Trần Thị Kim Hồng · Từ Thị Phú · Văn Thị Thanh · Vũ Thị Huyền Linh | Myanmar (MYA) · Aye Nandar Hlaing · Khin Marlar Tun · Khin Moe Wai · Margret Marri · May Khuin Yamin · Moe Moe War · My Nilar Htwe · Myint Myint Aye · Nhin Si Myint · San San Maw · San San Thein · San Yu Naing · Sein Cho Aung · Shwa Sin Aung · Su Su Wai · Than Than Htwe · Thet Thet Win · Thin Thin Soe · Thu Zar Htwa · Zin Mar Wann |